# 유럽 고속도로 93호선
유럽 고속도로 93호선(European route E93)은 국제 E-road 네트워크 노선망 중의 하나로, 현재는 존재하지 않는 국제 간선 도로망 중의 하나이다. 지금은 유럽 고속도로 95호선으로 완전히 대체된 상태이다.